# 富岡村 (埼玉県)
富岡村（とみおかむら）は、埼玉県入間郡にあった村。
現在の所沢市北部にあたり、1943年（昭和18年）に所沢町・小手指村・山口村・吾妻村・松井村と合併し、改めて所沢町となり消滅した。

## 地理
おおよそ現在の所沢市中富、下富、神米金、北岩岡、岩岡町、北中、中富南が、ほぼ旧村域にあたる。
- 三富新田
- 河川
  - 砂川堀

### 隣接していた自治体
（括弧内は現在の自治体）
- 入間郡
  - 所沢町（所沢市）
  - 小手指村（所沢市）
  - 三ヶ島村（所沢市）
  - 入間村（狭山市）
  - 堀兼村（狭山市）
  - 三芳村（三芳町）
  - 柳瀬村（所沢市）
  - 松井村（所沢市）
  - 福原村（川越市）

## 歴史
- 1889年（明治22年）4月1日 - 町村制施行に伴い、中富村、下富村、神米金村、北岩岡村、北中村が合併し、富岡村となる。
- 1943年（昭和18年）4月1日 - 所沢町・小手指村・山口村・吾妻村・松井村と合併し、改めて所沢町となり消滅。